# Ethniki Odos 42
Die Ethniki Odos 42 (griechisch Εθνική Οδός 42 ‚Nationalstraße 42‘) ist eine Straßenverbindung in Griechenland. Sie schließt die Insel Lefkada an das griechische Nationalstraßennetz an. Zwischen Vonitsa und Amfiliochia ist sie Teil der Europastraße 55.

## Verlauf

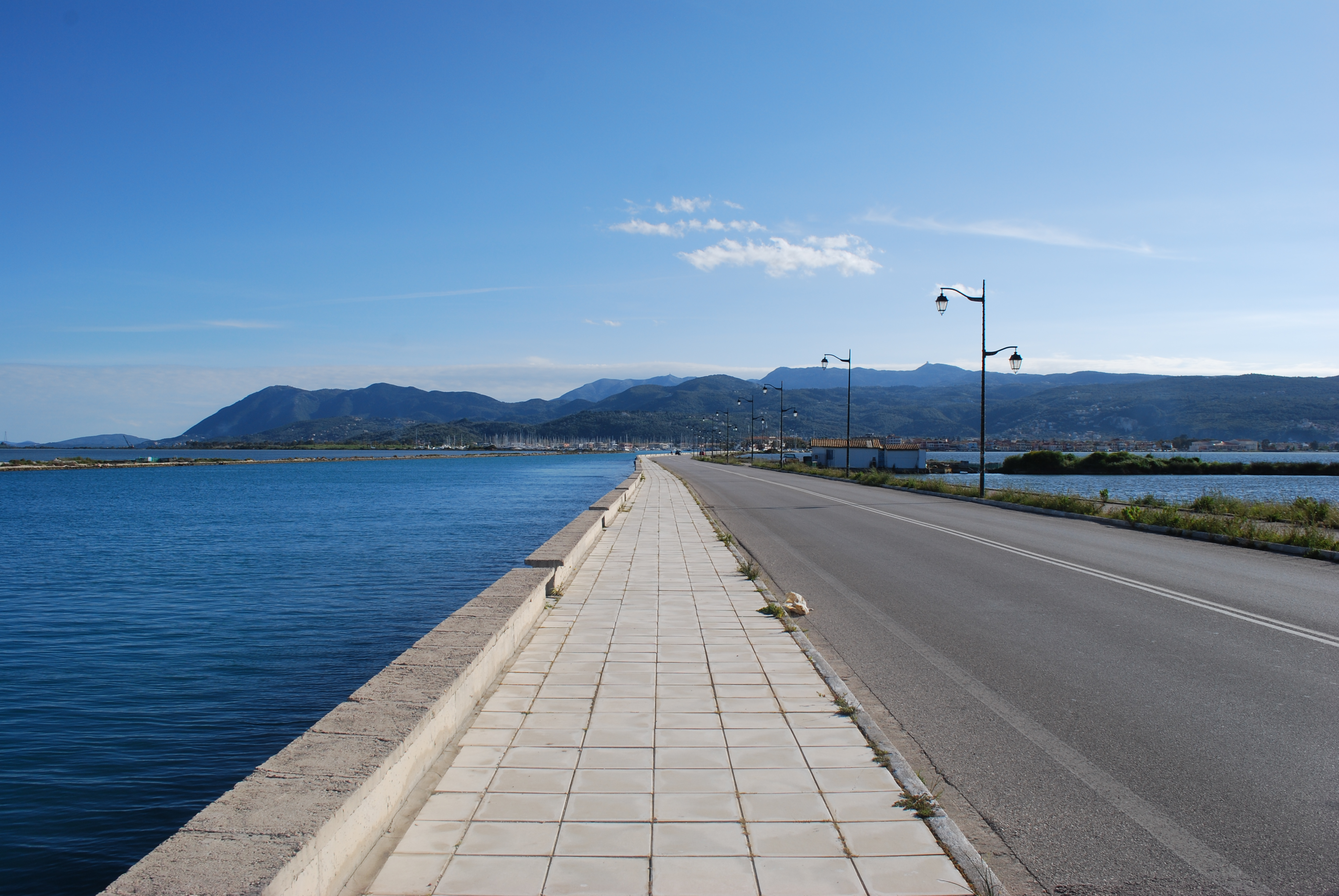
Die Straße vor Lefkada (2014)

Die Straße beginnt in Amfilochia (Αμφιλοχία) an der Straße Ethniki Odos 5 und führt am Ufer des Ambrakischen Golfs entlang zunächst nach Norden und dann nach Westen über Sparto und Loutraki und weiter etwas vom Golf entfernt nach Vonitsa (Βόνιτσα). Von dort setzt sie sich nach Südwesten fort, kreuzt die Autobahn Aftokinitodromos 52 und berührt den Voulakaria-See. Bei Agios Nikolaos zweigt eine Straße nach Preveza ab. Die EO 42 führt weiter nach Südwesten und an der Küste entlang zu dem die Insel Lefkada und die gleichnamige Stadt vom Festland trennenden Kanal, der mittels einer Drehbrücke überquert wird. Auf dem Damm führt die Straße weiter zum Ostrand der Stadt Lefkada.